# Leadership Conference on Civil and Human Rights
Die Leadership Conference on Civil and Human Rights (LCCR; auch The Leadership Conference; ehemals Leadership Conference on Civil Rights) ist eine Nichtregierungsorganisation (NGO) und Dachverband von US-amerikanischen Bürgerrechts-Interessenvertretungen.
Die LCCR wurde 1950 gegründet von den Aktivisten der US-amerikanischen Bürgerrechtsbewegung Asa Philip Randolph (Brotherhood of Sleeping Car Porters), Roy Wilkins (National Association for the Advancement of Colored People), Arnold Aronson (National Community Relations Advisory Council) und Gewerkschaftsführer Walter Reuther (United Auto Workers).